# Dresda
Dresda is een Brits merk van motorfietsen.
De bedrijfsnaam is: Dresda Autos, Rusper, West Sussex
Onder deze merknaam verschenen in de jaren zestig door Dave Degens geproduceerde Tritons op de markt. De naam kwam van Dresda Autos, het bedrijf dat Degens had overgenomen.
In 1961 begon Degens met de bouw van motorfietsen met een 650cc-Triumph-motorblok dat in een Norton-Featherbed frame werd gemonteerd. Deze combinatie van een paralleltwin in het beste frame dat indertijd verkrijgbaar was werd meteen een succes. In 1965 won Degens samen met Rex Butcher de 24-uursrace van Barcelona. In 1967 ontstond een samenwerking met de gebroeders Rickman, waardoor de Dresda-Métisse ontstond. Die machine met een getuned Triumph-blok in een Rickman Métisse-frame was bedoeld voor wegraces. Na de komst van de Norton Commando in 1968 stopte de productie van de featherbed-frames en Degens ontwikkelde een eigen frame.
Rond 1970 stopte de productie van de Dresda-Tritons en Degens ging zich met andere projecten bezighouden, maar toen in de jaren tachtig de klassieke caféracers weer populair werden, begon Degens weer zelf te racen. Omdat de Featherbed-frames niet meer verkrijgbaar waren, bouwde hij zijn eigen Dresda-frames voor de Tritons, maar hij monteerde intussen ook motorblokken van de Suzuki T 500, de Suzuki GT 750 en de Honda CB 750.
In 2024 was Dresda nog steeds actief met de productie van caféracers en onderdelen van de Dresda-motorfietsen. Dave Degens schatte zelf dat hij ongeveer 600 Dresda-Tritons had gebouwd.